# Lucy Oliver
Lucy Oliver, z domu Van Dalen (ur. 18 listopada 1988 w Wellington) – nowozelandzka lekkoatletka, specjalizująca się w biegach średniodystansowych. Rekordzistka kraju.
W 2012 startowała na igrzyskach olimpijskich w Londynie, na których zajęła 11. miejsce w swoim biegu półfinałowym na 1500 metrów i nie awansowała do finału.
Medalistka halowych mistrzostw NCAA.

## Osiągnięcia
| Rok  | Impreza                    | Miejsce        | Konkurencja         | Lokata      | Wynik    |
| ---- | -------------------------- | -------------- | ------------------- | ----------- | -------- |
| 2012 | Igrzyska olimpijskie       | Londyn         | bieg na 1500 metrów | półfinał    | 4:06,97  |
| 2014 | Halowe mistrzostwa świata  | Sopot          | bieg na 3000 metrów | eliminacje  | 9:10,20  |
| 2014 | Igrzyska Wspólnoty Narodów | Glasgow        | bieg na 1500 metrów | eliminacje  | 4:14,86  |
| 2014 | Igrzyska Wspólnoty Narodów | Glasgow        | bieg na 5000 metrów | 13. miejsce | 15:58,43 |
| 2016 | Igrzyska olimpijskie       | Rio de Janeiro | bieg na 5000 metrów | eliminacje  | 15:53,77 |

## Rekordy życiowe
- Bieg na 800 metrów – 2:04,53 (2012)
- Bieg na 1500 metrów – 4:05,76 (2012)
- Bieg na 1500 metrów (hala) – 4:11,78 (2012) rekord Nowej Zelandii.
- Bieg na milę – 4:31,78 (2012)
- Bieg na 3000 metrów (hala) – 8:53,95 (2014)